# Phyllocnistis temperatior
Phyllocnistis temperatior là một loài bướm đêm thuộc họ Gracillariidae, known from Java, Indonesia. Ấu trùng ăn một loài chưa xác định của Leea.